# 橋本二郎
橋本 二郎（はしもと じろう、1904年（明治37年）9月16日 - 1977年（昭和52年）3月14日）は、昭和期の農業指導者、政治家。衆議院議員、熊本県玉名郡滑石村長、玉名市長、玉名市名誉市民。

## 経歴
熊本県玉名郡滑石村（現玉名市滑石）で、橋本静太の二男として生まれる。1926年（大正15年）早稲田大学専門部政治経済学科を卒業。
1933年（昭和8年）滑石村会議員に選出された。その後、滑石村長、熊本県会議員に在任した。
1946年（昭和21年）4月の第22回衆議院議員総選挙に熊本県全県区から無所属で出馬して当選し、国民協同党に所属して衆議院議員に1期在任した。この間、協同民主党常任中央委員などを務めた。1952年（昭和27年）10月の第25回総選挙で熊本県第1区から改進党所属で立候補したが落選した。
1954年（昭和29年）4月27日、初代玉名市長に就任し、1966年（昭和41年）4月26日まで3期在任。公共施設の整備、産業振興、漁業構造改善事業の推進などに尽力した。1970年（昭和45年）4月27日、玉名市長に再任し、1977年3月14日の死去まで2期在任した。この間、道路網の整備、下水道の整備、運動公園の設置、市総合庁舎の建設などに尽力した。
また、滑石村産業組合長、同農業会長、同漁業会長、熊本県産業組合専務理事、同農業会常務理事、同水産業会理事、熊本県農地委員、有明広域市町村圏協議会長、玉名平野土地改良区理事長などを務め、農林漁業などの振興に貢献した。